# Monumento a Santiago Ramón y Cajal
El monumento a Cajal es un conjunto escultórico de carácter conmemorativo localizado en el parque del Retiro de Madrid, España. Obra del escultor Victorio Macho, fue inaugurado en 1926. Está dedicado a Santiago Ramón y Cajal.

## Descripción

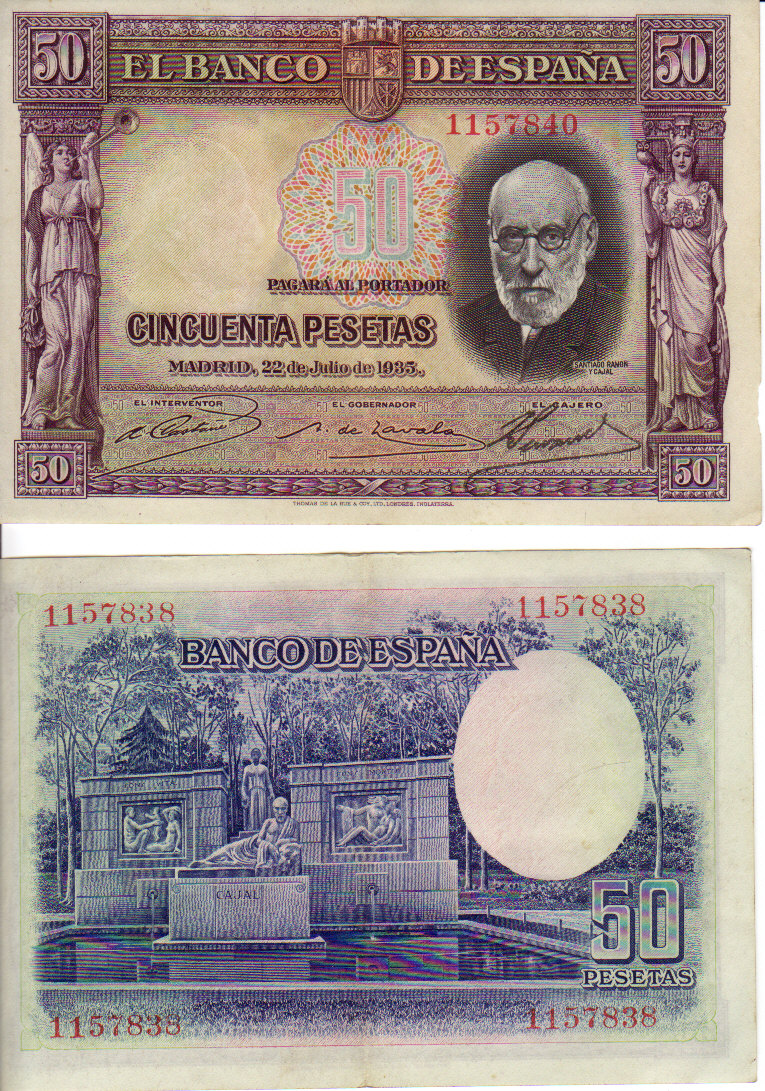
Billete de 50 pesetas, emitido por el Banco de España, el 22 de julio de 1935, durante la Segunda República en homenaje a Ramón y Cajal.

Se encuentra en el paseo de Venezuela del parque del Retiro. Las medidas del conjunto escultórico son: 5.60 metros de altura y 12.50 metros de ancho. Construido en piedra granítica, caliza y bronce. Fue inaugurado el 24 de abril de 1926 por Alfonso XIII, en un gran acto oficial al que Cajal no asistió. El dictador de Alfonso XIII Miguel Primo de Rivera trató de impartir un discurso en el acto, pero fue interrumpido por una silbada de los estudiantes concurrentes.
La concepción del conjunto monumental es muy original. La estatua del homenajeado se sitúa en el centro de un estanque, reclinado al modo de las figuras de sarcófago etruscas, con manto y el torso desnudo, como un héroe clásico.
Cerrando el estanque a modo de testero o fachada, se dispone un edículo con una estatua femenina de bronce en el centro (La ciencia médica) y dos fuentes a los lados, decoradas con sendos relieves cuadrangulares. Representan la Fuente de la Vida (Fons Vitae, reza la inscripción) y la Fuente de la Muerte (Fons Mortis). Ambos relieves muestran la alegría de una familia por el hijo recién nacido y la pena de una mujer por un hombre muerto, y aluden a la profesión de Cajal de médico y científico de forma alegórica a la vez que realista.
Relieves y escultura pueden considerarse de las obras más señeras de Victorio Macho, y el monumento entero, una de las más novedosas creaciones en este campo en la España del siglo XX. El conjunto aparece en los billetes de 50 pesetas de la II República Española de 1935.